# Hyalya, Kudligi
Hyalya là một làng thuộc tehsil Kudligi, huyện Bellary, bang Karnataka, Ấn Độ.